# Quercus semiserrata
Quercus semiserrata — вид рослин з родини букових (Fagaceae); поширений у південно-східній Азії.

## Опис
Дерево 10 м заввишки і більше; стовбур прямий кремезний. Кора темно-сіра, шорстка, товщиною 1.5 см. Гілочки спершу запушені, стають голими. Листки 13–25 × 3–7 см, вічнозелені, зворотно-ланцетні, довгасто-ланцетні або еліптично-ланцетні, тонкі; верхівка загострена до гострої; основа клиноподібна; край цілий, верхівково дрібно пилчастий; безволосі; блискучі зверху; сизуваті воскові знизу; молоде листя має жовтуватий наліт; ніжка листка гола, 1.4–2 см завдовжки. Чоловічі сережки пониклі; маточкові суцвіття 2–6 см завдовжки, що містять 2 або 3 квітки. Жолудь завдовжки 3.5 см, у діаметрі 1.5 см, довгасто-еліпсоїдний, верхівка пригнічена, закритий на 1/2–1/3 чашечкою; дозріває 1 рік.

## Середовище проживання
Країни поширення: Індія (Ассам), Китай (Тибет, Юньнань), Бангладеш, Бутан, Індонезія (Суматра), Малайзія (п-ів Малайзія), М'янма, Таїланд, В'єтнам. Зростає на висотах 400–1500 м.